# Alexei Kruglow

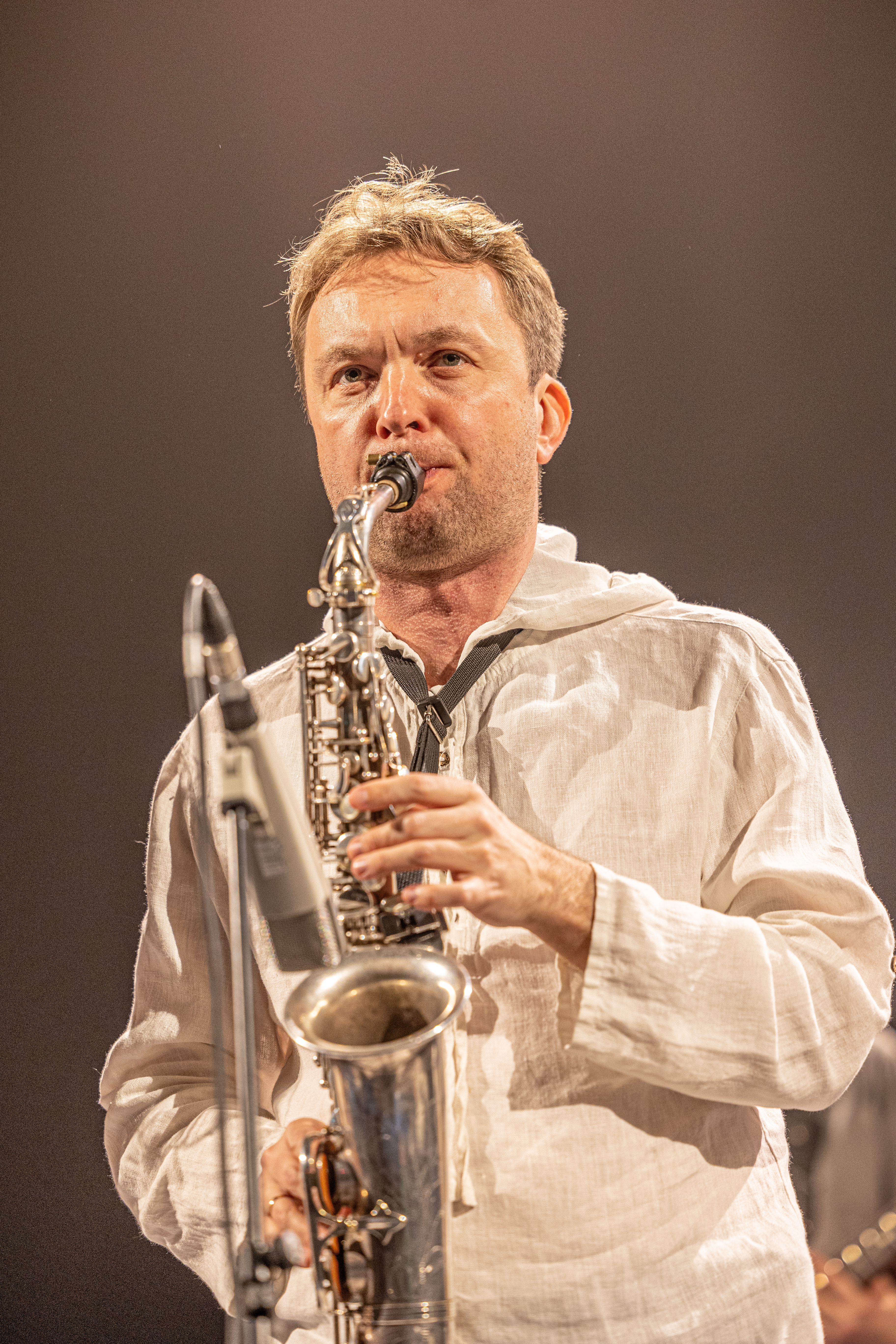
Alexey Kruglov (2024)

Alexei Kruglow (russisch Алексей Круглов, in englischer Transkription Alexey Kruglov, * 5. September 1979 in Pawlowski Possad) ist ein russischer Musiker (Bassetthorn, Flöte, Sopran-, Bariton- und Altsaxophon) und Komponist des Free Jazz und der improvisierten Musik.

## Leben und Wirken
Alexei Kruglow wuchs in der Nähe von Moskau auf, lernte zunächst Piano in einer Musikschule. Später  studierte er im Sergei Kazarnovsky-Zentrum und hatte Unterricht in Improvisation bei Arkady Shilkloper.  Als Student des Gnessin-Instituts Moskau begann er erste Kompositionen zu schreiben; sein Song – 494+I gewann den Spezialpreis eines Festivals im Jazzclub The Blue Bird. 2000 wirkte er beim Jazzfestival in der Eremitage (Sankt Petersburg) mit, spielte mit Gary Bartz in Moskau, und wirkte bei der Multimedia-Performance Fontana Re(Mix) nach John Cage auf dem Alternativa-Festival mit. Die Moskauer Vereinigung der Jazz-Journalisten wählte ihn zum vielversprechendsten Künstler des Jahres. Kruglov komponierte die Musik zu dem Stummfilm Baryshnya i khuligan (1918).
Kruglow ist eine der bekannten Figuren der Moskauer Improvisationsszene und spielt freien Jazz in der Tradition des Ganelin Trios. Er arbeitete mit allen drei Mitgliedern dieses Ensembles; so nahm er im Duo mit dem Schlagzeuger Wladimir Tarassow zwei Alben auf. Seit Anfang der 2000er Jahre arbeitet er mit eigenen Bandprojekten wie der Krugly Band, außerdem mit Fritz Hauser und mit dem estnischen Gitarristen Jaak Sooäär. Seine Musik kombiniert die Energie des Punk-Rock mit schwarzem Humor und Folk-ähnlichem Lyrizismus, verbunden mit einer exzentrischen Spielhaltung, indem er verschiedene Instrumente gleichzeitig spielt, schrieb ein BBC-Kritiker.

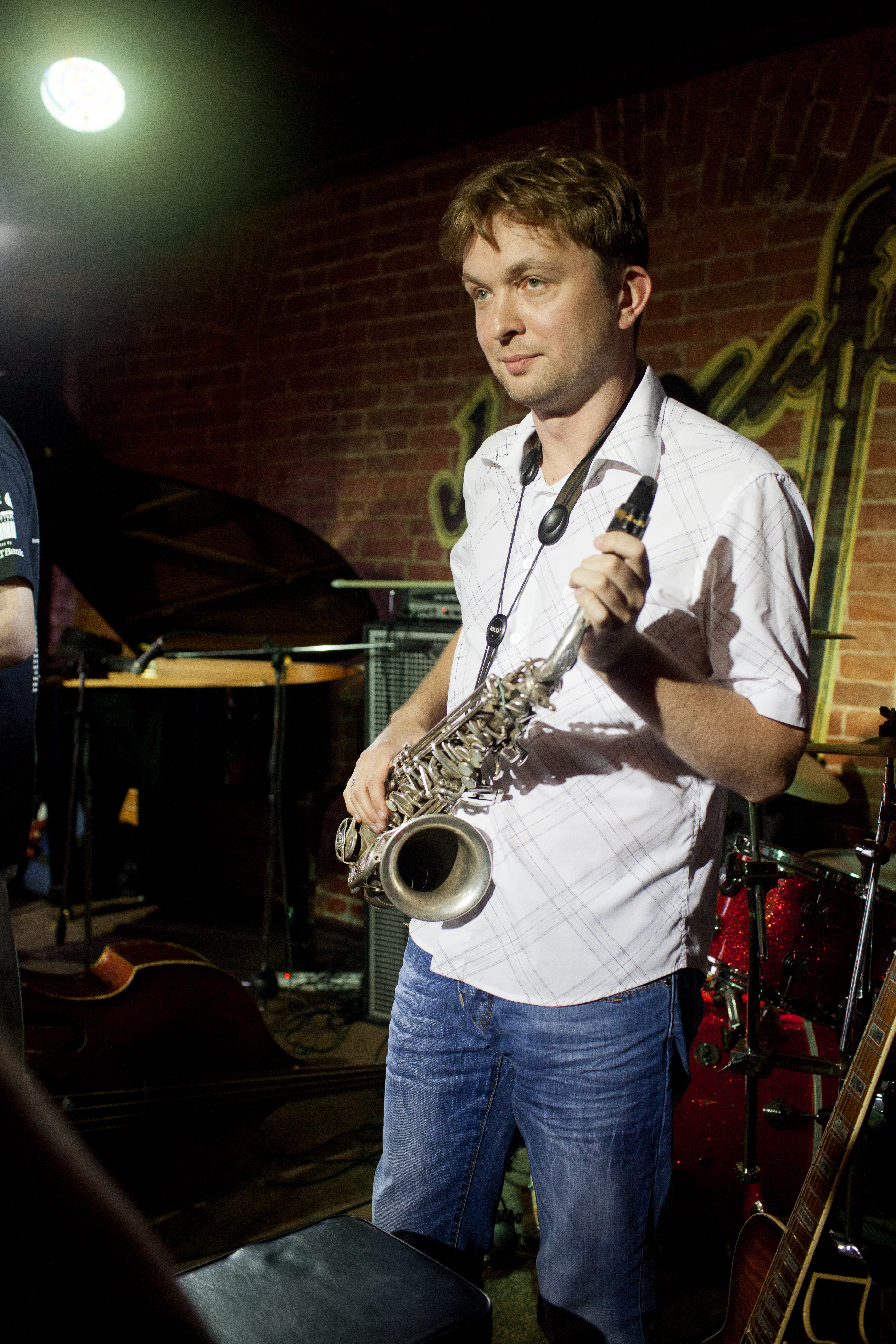
Alexei Kruglow, 2013

## Diskographische Hinweise
- Transfiguration (SoLyd Records, 2001) mit Sergej Khoutas, Petr Talalay, Alex Bekker, Vladimir Nesterenko
- Music Of Anxiety (SoLyd Records, 2008)
- Alexey Kruglov, Vladimir Tarasov – Dialogos (SoLyd Records, 2010)
- Alexey Kruglov, Vladimir Tarasov – In Tempo (SoLyd Records, 2010)
- Alexey Kruglov – Seal Of Time (Leo Records, 2010) mit Igor Ivanushkin, Dmitry Bratukhin
- Identification (Leo Records, 2011)
- Alexey Kruglov & Jaak Sooäär Trio – Karate (Leo Records, 2011)
- Alexey Kruglov, Alexey Lapin, Vladimir Shostak – Composition #37 (SoLyd Records, 2011)
- Joachim Kühn & Alexey Kruglov; Duo Art (ACT 2014)
- The Clarinet Trio plus Alexey Kruglov: Live in Moscow (Leo, 2017)
- Baroque Art. Contemporary Harmony (2018)
- Yardbird Suite (FancyMusic, 2020)
- Alexey Kruglov / Carolyn Hume / Paul May / Oleg Yudanov: Last Train from Narvskaya (Leo, 2021)